# Каменка (Долгоруковский район)
Ка́менка — деревня Веселовского сельского поселения Долгоруковского района Липецкой области.

## География
Деревня Каменка находится в западной части Долгоруковского района, в 15 км к северо-западу от райцентра Долгоруково. Располагается на берегах реки Ольшанец, при впадении в неё небольшого ручья.

## История
Каменка основана не позднее начала XX века. Отмечается в переписи населения СССР 1926 года как «хутор Гейман, 20 дворов, 149 жителей». Впоследствии: деревня Каменка. Название по каменистой местности.
С 1928 года в составе Долгоруковского района Елецкого округа Центрально-Чернозёмной области. После разделения ЦЧО в 1934 году Долгоруковский район вошёл в состав Воронежской, в 1935 — Курской, а в 1939 году — Орловской области. С 6 января 1954 года в составе Долгоруковского района Липецкой области.

## Население
| 2010 |
| ---- |
| 5    |

## Транспорт
Грунтовыми дорогами связана с деревнями Весёлая, Белый Конь и Красная,  с селом Сухой Ольшанец.